# Purkersdorf (Herrschaft)
Die Herrschaft Purkersdorf (auch Waldamt Purkersdorf) war eine Grundherrschaft im Viertel unter dem Wienerwald im Erzherzogtum Österreich unter der Enns, dem heutigen Niederösterreich.

## Ausdehnung
Die Herrschaft umfasste zuletzt die Ortsobrigkeit über Klausleopoldsdorf mit den Enklaven: Allanderamt, Mariazelleramt, Hochstraß mit der Enklave Anzingeramt, Au und Kracking mit Bona, Baumgarten bei Wien, Brenntenmaiß, Breitenfurth, Preßbaum, Korona mit der Enklave Kaumbergeramt, Deutschwald, Dürrwien, Eichgraben, Finsterleiten, Glashütte, Gruberau, Hauersteig, Hochrotherd, Höniggraben, Hütteldorf, Kaltenleutgeben, Hochleiten, Laabach, Laawies, Offenmeidling, Purkersdorf, Rökawinkel, Roppersberg, Saubigl, Schmölzgraben, Sonnleiten, Stadlhütten, Stangau, Strohzogel, Taferl, Tullnerbach, Wöglerinn, Wolfsgraben, Weißenweg und Weidlingbach. Der Sitz der Verwaltung befand sich im Schloss  Purkersdorf.

## Geschichte
Inhaber der landesfürstlichen Waldamtsherrschaft war das Kaiserhaus bzw. das Kaisertum Österreich, das zur Verwaltung einen Forstmeister einsetzte. Ein solcher ist im Wienerwald erstmals 1356 in der Person von Wernher Schenk von Ried belegt. Der Forstmeister bildete gemeinsam mit dem Jägermeister die Waldverwaltung, deren Verwaltungssprengel als Ämter bezeichnet wurden. Mit den Reformen Maximilians I. um 1500 war alleine der Forstmeister für die Verwaltung zuständig, der sich hierfür eines Verwaltungsapparates bediente. Die Herrschaft wurde gemäß der Reformen 1848/1849 aufgelöst. 1849 erfolgte auch die Trennung in Staatsbesitz und kaiserlichen Privatbesitz.